# Блек-Брук (Нью-Йорк)
Блек-Брук (англ. Black Brook) — місто (англ. town) в США, в окрузі Клінтон штату Нью-Йорк. Населення — 1453 особи (2020).

## Демографія
Згідно з переписом 2010 року, у місті мешкало 1497 осіб у 618 домогосподарствах у складі 414 родин. Було 974 помешкання
Расовий склад населення:
| - 97,9 % — білих - 0,5 % — корінних американців - 0,2 % — чорних або афроамериканців - 0,1 % — азіатів |

До двох чи більше рас належало 1,3 %. Частка іспаномовних становила 0,8 % від усіх жителів.
За віковим діапазоном населення розподілялося таким чином: 20,7 % — особи молодші 18 років, 65,5 % — особи у віці 18—64 років, 13,8 % — особи у віці 65 років та старші. Медіана віку мешканця становила 44,4 року. На 100 осіб жіночої статі у місті припадало 105,1 чоловіків;  на 100 жінок у віці від 18 років та старших — 98,5 чоловіків також старших 18 років.
Середній дохід на одне домашнє господарство  становив 64 595 доларів США (медіана — 55 313), а середній дохід на одну сім'ю — 79 114 долари (медіана — 72 500). Медіана доходів становила 41 250 доларів для чоловіків та 41 094 долари для жінок. За межею бідності перебувало 12,7 % осіб, у тому числі 27,1 % дітей у віці до 18 років та 4,6 % осіб у віці 65 років та старших.
Цивільне працевлаштоване населення становило 634 особи. Основні галузі зайнятості: освіта, охорона здоров'я та соціальна допомога — 21,5 %, будівництво — 17,4 %, виробництво — 13,2 %, публічна адміністрація — 9,6 %.